# Копанело (Катанцаро)
Копанело је насеље у Италији у округу Катанцаро, региону Калабрија.
Према процени из 2011. у насељу је живело 134 становника. Насеље се налази на надморској висини од 104 м.